# HD 109238
HD 109238，又名BD-18 3416，SAO 157359、HR 4778，是一颗恒星，视星等为6.26，位于銀經297.13，銀緯42.88，其B1900.0坐标为赤經12h 28m 8.7s，赤緯-19° 42.88′ 24″。